# Tirà esplèndid
El tirà esplèndid (Gubernetes yetapa) és un ocell de la família dels tirànids (Tyrannidae) i única espècie del gènere Gubernetes.

## Hàbitat i distribució
Bosc obert i sabanes del nord i est de Bolívia, el Paraguai. Sud de Brasil i nord-est de l'Argentina.